# Gaspar Aguilar
Gaspar Honorato Aguilar (Valencia,  enero de 1561-Valencia, 26 de julio de 1623), fue un poeta y dramaturgo valenciano. Su obra dramática puede insertarse dentro de la manera de Lope de Vega. Escribió habitualmente en español, y solo de manera ocasional lo hizo en valenciano.

## Biografía
Hijo de un pasamanero acomodado, fue bautizado en la iglesia de San Martín y San Antonio el 14 de enero de 1561. En el año 1588, en contra de la voluntad paterna, se casó con Luisa Peralta, mujer de condición humilde. Aparte de su dedicación a la literatura sirvió a varios nobles, entre ellos el conde de Sinarcas y vizconde de Chelva y Carlos Francisco de Borja, VII duque de Gandía. Probablemente vivió durante un tiempo en Madrid. Murió en Valencia en la miseria, y fue enterrado en la iglesia de Sant Andreu.
Fue uno de los promotores de la Academia de los Nocturnos, a la que perteneció con el nombre de «Sombra». Por encargo del Consejo Municipal fue organizador y cronista de muchas de las fiestas que se celebraron en Valencia a finales de los siglos XVI y XVII. En 1618 organizó un certamen literario en alabanza del santo Tomás de Villanueva, y en 1622 otro en honor de la Inmaculada Concepción.
Cervantes cita a Aguilar en el Quijote, I parte, cap.48 y Lope de Vega en el jardín de Apolo. 
Su obra Expulsion de los moros de España se enmarca en un conjunto de escritos apologéticos de la expulsión de los moriscos en 1609 o justificativos de la misma que fueron producidos por diversos autores de los reinos de la monarquía hispánica como Damián Fonseca, Pedro Aznar Cardona, Marcos Guadalajara y Xavier, Antonio Quintini, Blas Verdú o Juan Ripol. También se expresaron estos argumentos en obras literarias o crónicas históricas del momento como las obras de Jaime Bleda, Antonio del Corral y Rojas, Gaspar Escolano, Juan Méndez de Vasconcelos, Vicente Pérez de Culla o Juan Luis de Rojas. Estas ideas están recogidas igualmente en la obra de Cervantes, El coloquio de los perros.

## Obra

### Poesía
- Rimas humanas y divinas
- Epitalamio en cuatro lenguas al casamiento de madona Francisquicia
- Trovas divinas y humanas enderezadas a la duquesa de Cocentaina
- Vexamen bilingüe, escrit en ocasió de les festes de beatificació de l'arquebisbe Tomás de Villanueva
- Expulsión de los moros de España por el rey don Felipe III (1610)
- Sonet d'elogi a l'obra d'Onofre Bartomeu Ginard sobre els furs de València (1608)
- Fábula de  Endimión y  la Luna, 1618.

### Teatro
- Fiestas que la insigne ciudad de Valencia ha hecho por la beatificación del santo fray Luis Bertrán, y una comedia del santo y el certamen poético que tuvo en el convento de Predicadores (1608)
- El caballero del sacramento
- La comedia segunda de los agravios perdonados. Ed. crítica anotada de C. George Peale, Santa Bárbara: Publications of eHumanista, 2016.
- El mercader amante (pub. 1616). Poetas dramáticos valencianos. II

#### Histórico
- La gitana melancólica (1608)
- Los amantes de Cartago (1614)

#### Costumbrista
- La venganza honrosa (1615)
- El mercader amante (1616)
- La fuerza del interés (1616)
- La suerte sin esperanza

### Otros
- Fiestas nupciales de la ciudad y reyno de Valencia al felicísimo casamiento del señor rey Felipe III con la señora reyna Margarita (1599)